# アリス・クレイプール・グウィン

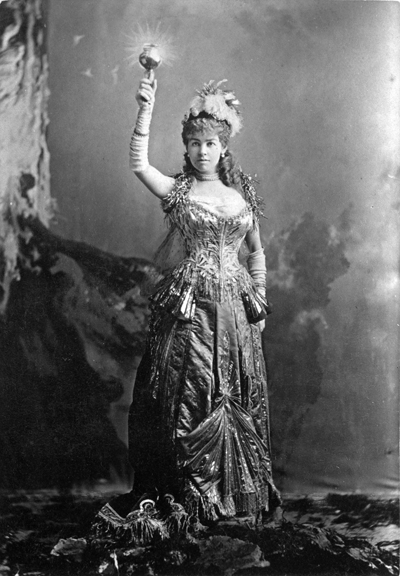
仮装舞踏会で「電気照明（electric light）」に扮したアリス・ヴァンダービルト、1883年3月26日撮影

アリス・クレイプール・グウィン・ヴァンダービルト（Alice Claypoole Gwynne Vanderbilt, 1845年 シンシナティ - 1934年4月23日 ニューヨーク）は、アメリカ合衆国のソーシャライト。ニューヨーク・セントラル鉄道の社主コーネリアス・ヴァンダービルト2世の妻。
弁護士のエイブラハム・グウィン（Abraham Gwynne）とその妻のレイチェル・フラッグ（Rachel Flagg）の娘として、オハイオ州シンシナティで生まれ育った。ニューヨークに移った後、サント・バーソロミュー監督派教会（St. Bartholomew's Episcopal Church）の日曜学校で、大富豪ヴァンダービルト家の御曹司コーネリアス・ヴァンダービルト2世と知り合い、1867年に結婚した。
アリスは夫がロードアイランド州ニューポートに夏の別邸ブレーカーズを建てるうえで、重要な役割を果たした。アリスは自分の先祖である最初期の入植者たちが住んだニューポートに深い思い入れがあり、別荘の建設地としてこの町を希望したのである。彼女の先祖にはロードアイランド州の建設者で神学者のロジャー・ウィリアムズ、ロードアイランド州知事のサミュエル・ウォードがいた。また、アリスの母方の親族フラッグ家の代々の墓地もニューポートの共同墓地にあった。
夫とともにYMCA、赤十字、救世軍などのプロテスタント系の慈善事業に関わり、また早世した長男のウィリアム・ヘンリー（2世）が在籍していたイェール大学に多額の寄付を行い、同大学にヴァンダービルト・ホール（Vanderbilt Hall）を造らせた。夫が1899年に死去した後、当主の寡婦として35年のあいだヴァンダービルト家に君臨した。

## 子女
夫との間に4男3女の7人の子女をもうけた。
- アリス・ヴァンダービルト（1869年 - 1874年）
- ウィリアム・ヘンリー・ヴァンダービルト2世（1870年 - 1892年）
- コーネリアス・ヴァンダービルト3世（1873年 - 1942年）
- ガートルード・ヴァンダービルト（1875年 - 1942年）
- アルフレッド・グウィン・ヴァンダービルト（1877年 - 1915年）
- レジナルド・クレイプール・ヴァンダービルト（1880年 - 1925年）
- グラディス・ムーア・ヴァンダービルト（1886年 - 1965年）